# Ridderorden in Ethiopië
Het oude christelijke keizerrijk Ethiopië kende geen ridderorden. Toen de contacten met Europa toenamen en Ethiopië deel ging nemen aan het internationale diplomatieke verkeer werd dat anders, er ontstond behoefte aan onderscheidingen voor buitenlanders en ook in het binnenlands bestuur vond een decoratiestelsel dat de oude beloningen in natura, geschenken en grond, verving ingang.
Men kende de volgende ridderorden
- De Orde van Salomo
- De Orde van het Zegel van Salomo
- De Orde van de Koningin van Sheba
- De Orde van de Heilige Drieënheid
- De Orde van Keizer Menelik II
- De Orde van Keizer Haile Selassie I
- De Orde van de Ethiopische Leeuw
- De Orde van de Ster van Ethiopië
- De Orde van Sint-Anthonius

De val van de monarchie heeft hier een einde aan gemaakt.

## De orden van de volksrepubliek
- De Orde van de Erester van Socialistisch Ethiopië
- De Orde van de Revolutie van 1966
- De Orde van de Rode Zee
- De Orde van de Blauwe Nijl
- De Orde van Afrika